# Анрі Енінфул
Анрі Енінфул (фр. Henri Eninful, нар. 21 липня 1992, Нотсе) — тоголезький футболіст, півзахисник клубу «Докса».
Виступав, зокрема, за клуби «Стандард» (Льєж), «Уйпешт» та «Кечкемет», а також національну збірну Того.
Володар Кубка Бельгії.

## Клубна кар'єра
Анрі - випускник футбольної академії бельгійського «Стандарда».
26 січня 2011 року Енінфул дебютував за льєзький клуб в першому чвертьфінальному матчі Кубку Бельгії проти «Мехелена». В інших матчах розіграшу Кубку в сезоні 2010/11 років, який став переможним для «Стандарда», Анрі участі не брав. 29 січня того ж року тоголезець провів свій перший матч у Лізі Жюпіле. Всього в сезоні 2010/11 років півзахисник зіграв 3 матчі в чемпіонаті. 18 серпня 2011 року Анрі дебютував в єврокубках, вийшовши на заміну наприкінці матчу кваліфікаційного раунду Ліги Європи проти «Гельсінгборга».
У лютому 2012 року Енінфул був відданий в оренду до кінця сезону в угорський «Уйпешт». Перший матч в чемпіонаті Угорщини Анрі провів 24 березня 2012 року в гостьовому поєдинку з «Діошдьйором». В оренді тоголезець провів 10 матчів у чемпіонаті та 2 матчі в Кубку Угорщини.
13 серпня 2012 року Анрі підписав трирічний контракт з «Уйпештом», і був переведений в другу команду, в якій провів весь наступний сезон, вийшов на заміну тільки в одному матчі вищого дивізіону. Напередодні початку сезону 2013/14 років півзахисник повернувся в основну команду «Уйпешта».
Взимку 2014 року на правах оренди перейшов до клубу «Кечкемет», по завершенні дії цієї угоди підписав з «Кечкеметом» повноцінний 2-річний контракт. 
До складу клубу «Докса» приєднався 2015 року. Відтоді встиг відіграти за клуб з Катокопії 43 матчі в національному чемпіонаті.

## Виступи за збірну
15 листопада 2015 року дебютував у складі національної збірної Того в програному збірній Уганди матчі (0:3) другого раунду кваліфікації Чемпіонату світу з футболу 2018 року. Наразі провів у формі головної команди країни 9 матчів.
У складі збірної був учасником Кубка африканських націй 2017 року у Габоні.

## Титули і досягнення
- Кубок Бельгії
  -  Володар (1): 2010/11 («Стандард» (Льєж))